# ATC S02 – Fülészeti készítmények
Az ATC S02 – Fülészeti készítmények a gyógyszerek anatómiai, gyógyászati és kémiai osztályozási rendszerének (ATC) egyik alcsoportja.
| ATC S   | Érzékszervek                         |
| ------- | ------------------------------------ |
| ATC S01 | Szemészeti készítmények              |
| ATC S02 | Fülészeti készítmények               |
| ATC S03 | Szemészeti és fülészeti készítmények |

## S02A Fertőzés elleni szerek

### S02AA Fertőzés elleni szerek
| ATC     | Magyar                               | INN                                  | Gyógyszerkönyv                                                                             |
| ------- | ------------------------------------ | ------------------------------------ | ------------------------------------------------------------------------------------------ |
| S02AA01 | Klóramfenikol                        | Chloramphenicol                      | Chloramphenicolum, Chloramphenicoli natrii succinas, Chloramphenicoli palmitas             |
| S02AA02 | Nitrofurál                           | Nitrofural                           | Nitrofuralum                                                                               |
| S02AA03 | Bórsav                               | Boric acid                           | Acidum boricum                                                                             |
| S02AA04 | Alumínium-acetotartarát              | Aluminium acetotartrate              |                                                                                            |
| S02AA05 | Kliokinol                            | Clioquinol                           | Clioquinolum                                                                               |
| S02AA06 | Hidrogén-peroxid                     | Hydrogen peroxide                    | Hydrogenii peroxidum                                                                       |
| S02AA07 | Neomicin                             | Neomycin                             | Neomycini sulfas                                                                           |
| S02AA08 | Tetraciklin                          | Tetracycline                         | Tetracyclinum, Tetracyclini hydrochloridum                                                 |
| S02AA09 | Klórhexidin                          | Chlorhexidine                        | Chlorhexidini diacetas, Chlorhexidini digluconatis solutio, Chlorhexidini dihydrochloridum |
| S02AA10 | Ecetsav                              | Acetic acid                          | Acidum aceticum glaciale                                                                   |
| S02AA11 | Polimixin B                          | Polymyxin B                          | Polymyxini B sulfas                                                                        |
| S02AA12 | Rifamicin                            | Rifamycin                            | Rifamycinum natricum                                                                       |
| S02AA13 | Mikonazol                            | Miconazole                           | Miconazolum, Miconazoli nitras                                                             |
| S02AA14 | Gentamicin                           | Gentamicin                           | Gentamicini sulfas                                                                         |
| S02AA15 | Ciprofloxacin                        | Ciprofloxacin                        | Ciprofloxacinum, Ciprofloxacini hydrochloridum                                             |
| S02AA16 | Ofloxacin                            | Ofloxacin                            | Ofloxacinum                                                                                |
| S02AA30 | Fertőzés elleni szerek kombinációban | Fertőzés elleni szerek kombinációban | Fertőzés elleni szerek kombinációban                                                       |

## S02BKortikoszteroidok

### S02BAKortikoszteroidok
| ATC     | Magyar               | INN                    | Gyógyszerkönyv |
| ------- | -------------------- | ---------------------- | --- |
| S02BA01 | Hidrokortizon        | Hydrocortisone         | Hydrocortisoni acetas, Hydrocortisoni hydrogenosuccinas                                                               |
| S02BA03 | Prednizolon          | Prednisolone           | Prednisolonum, Prednisoloni acetas, Prednisoloni natrii phosphas, Prednisoloni pivalas                                |
| S02BA06 | Dexametazon          | Dexamethasone          | Dexamethasonum, Dexamethasoni acetas, Dexamethasoni isonicotinas, Dexamethasoni natrii phosphas                       |
| S02BA07 | Betametazon          | Betamethasone          | Betamethasonum, Betamethasoni acetas, Betamethasoni dipropionas, Betamethasoni natrii phosphas, Betamethasoni valeras |
| S02BA08 | Fluocinolon-acetonid | Fluocinolone acetonide | Fluocinoloni acetonidum                                                                                               |

## S02C Kortikoszteroidok és fertőzés elleni szerek kombinációi

### S02CA Kortikoszteroidok és fertőzés elleni szerek kombinációi
S02CA01 Prednizolon és fertőzés elleni szerek
S02CA02 Flumetazon és fertőzés elleni szerek
S02CA03 Hidrokortizon és fertőzés elleni szerek
S02CA04 Triamcinolon and antiinfectives
S02CA05 Fluocinolon-acetonid és fertőzés elleni szerek
S02CA06 Dexametazon és fertőzés elleni szerek
S02CA07 Fludrokortizon és fertőzés elleni szerek

## S02D Egyéb fülészeti készítmények

### S02DA Fájdalomcsillapítók és érzéstelenítők
| ATC     | Magyar      | INN         | Gyógyszerkönyv                      |
| ------- | ----------- | ----------- | ----------------------------------- |
| S02DA01 | Lidokain    | Lidocaine   | Lidocainum Lidocaini hydrochloridum |
| S02DA02 | Kokain      | Cocaine     | Cocaini hydrochloridum              |
| S02DA03 | Fenazon     | Phenazone   | Phenazonum                          |
| S02DA04 | Cinkokain   | Cinchocaine | Cinchocaini hydrochloridum          |
| S02DA30 | Kombinációk | Kombinációk |                                     |